# Dolina Sucha Giewoncka

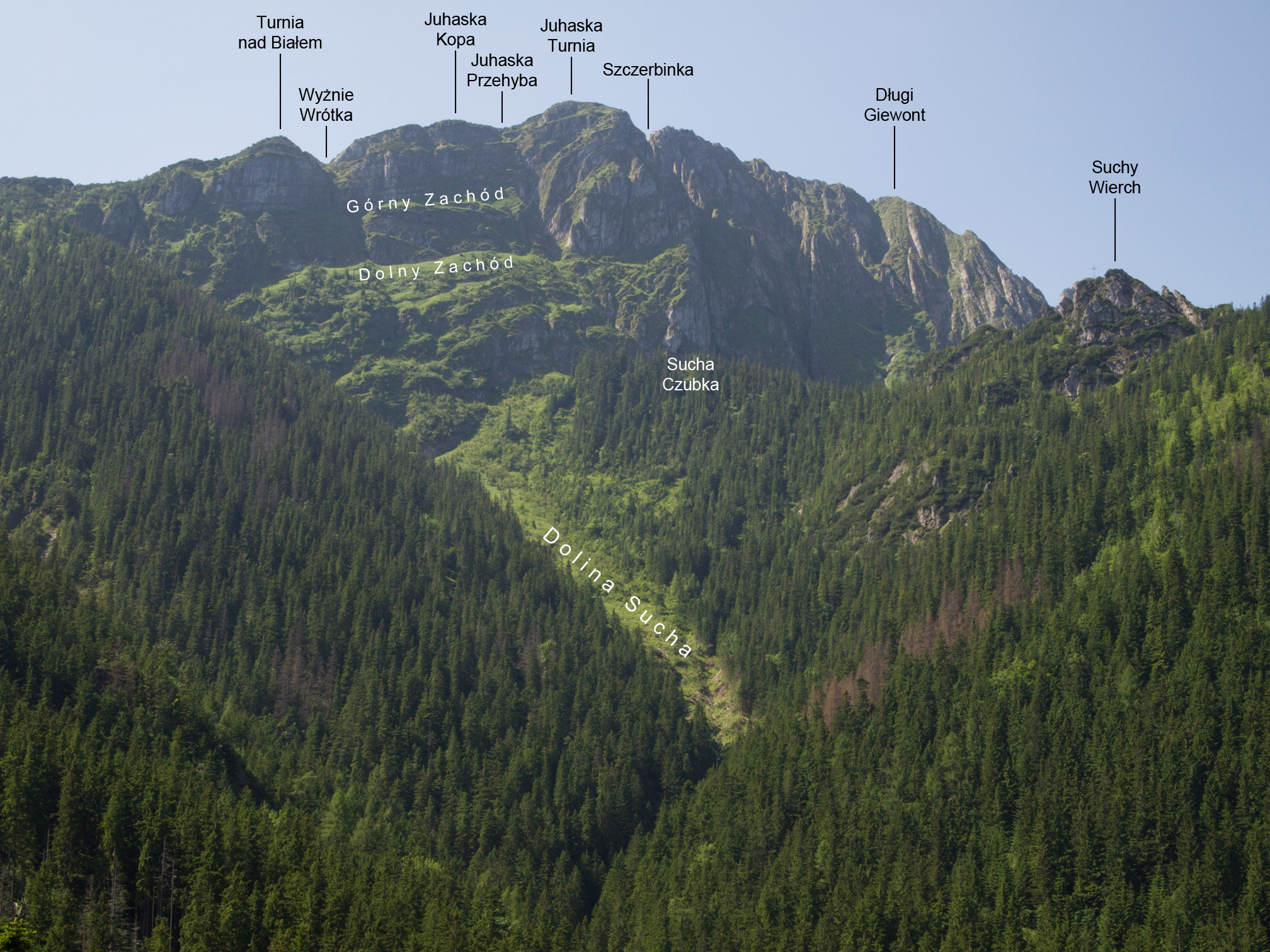
Górna część Doliny Suchej

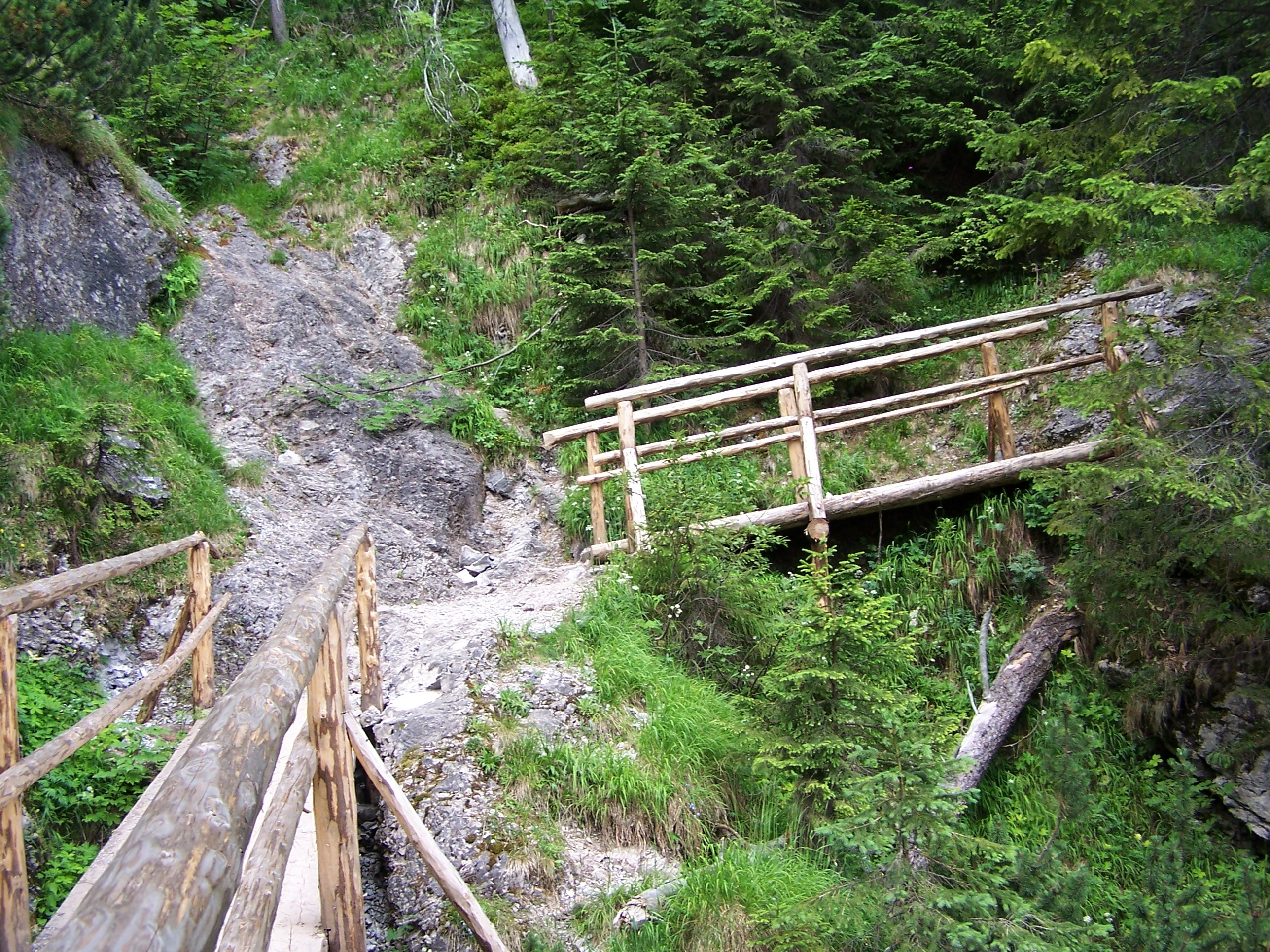
Ścieżka nad Reglami przekraczająca mostkiem potok w Dolinie Suchej

Dolina Sucha Giewoncka – górne, zachodnie odgałęzienie Doliny Białego w polskich Tatrach Zachodnich. Ciągnie się od miejsca, w którym Biały Potok rozgałęzia się na dwa potoki aż po grań Długiego Giewontu. W górnej części rozgałęzia się na dwa żleby: Skośny Żleb i Potargany Żleb. Orograficznie lewe zbocza Doliny Suchej tworzy Juhaska Turnia, Wyżnia Sucha Przełęcz, Sucha Czubka, Niżnia Sucha Przełęcz, Suchy Wierch, Czerwona Przełęcz, Sarnia Skała i jej północno-wschodnia grań opadająca do Łomika. Zbocza prawe tworzy grzbiet odbiegający ze wschodniej grani Turni nad Białem w północnym kierunku przez Zameczki i Igłę i kończący się zalesionym stokiem, u podnóży którego Dolina Białego rozgałęzia się. Dnem doliny spływa jeden ze źródłowych cieków Białego Potoku. Niewielkie potoczki spływają również dolną częścią Skośnego Żlebu i Potarganego Żlebu.
Dolina Sucha była dawniej wypasana wchodziła w skład Hali Białe. W jej środkowej części znajdowała się Polana Białego z szałasem. Obecnie polana jest w końcowym etapie zarastania lasem, dolina jest całkowicie zalesiona lub porośnięta kosodrzewiną. Niewielkie trawiaste obszary istnieją w górnej części Skośnego Żlebu. Najwyższe partie doliny (grań Długiego Giewontu, Suchy Wierch) są skaliste. Z rzadkich roślin stwierdzono występowanie gnidosza Hacqueta – gatunku, który w Polsce występuje tylko w Tatrach i to na nielicznych stanowiskach.
Przez Dolinę Suchą biegną dwa szlaki turystyczne; przecinający ją w poprzek czarny szlak (Ścieżka nad Reglami) i dołączający do niego z dna Doliny Białego szlak żółty. Ścieżka nad Reglami mostkiem przekracza potok spływający dnem Doliny Suchej.

## Szlaki turystyczne
Kalatówki – Przełęcz Białego – Dolina Strążyska
 Dolina Białego – skrzyżowanie z czarnym szlakiem